# Gerhard Klampäckel
Gerhard Klampäckel (* 15. September 1919 in Vaitele, Samoa; † 7. März 1998 in Chemnitz) war ein deutscher Maler, Grafiker und Plastiker.

## Leben
Klampäckel war der Sohn von Gertrud und Oskar Klampäckel. Er kam im Städtchen Vaitele der ehemals deutschen Kolonie Samoa zur Welt, wohin seine in der sächsischen Städt Glauchau lebenden Eltern vor dem Ersten Weltkrieg ausgewandert waren. Zur Familie gehörte der 1916 ebenfalls auf Samoa geborene Bruder Rudolf.
Nach dem Ende des Ersten Weltkrieges kehrte die Familie nach Glauchau zurück. Der Schulzeit folgte eine Ausbildung zum Reklamemaler und nebenbei Zeichenunterricht. Nach der Gesellenprüfung ging Klampäckel auf die Walz. Er arbeitete in Leipzig und Hamburg, war Briefträger im Wiener Judenviertel und lernte parallel dazu Aktzeichnen an der Abendschule der Wiener Kunstakademie.
Ab 1940 war Klampäckel Soldat im Zweiten Weltkrieg. 1945 geriet er in Italien in amerikanische Kriegsgefangenschaft. Hier beschäftigte er sich auch mit Zeichnen und Malen. 1947 kehrte er nach Glauchau zurück, wo er als Reklamemaler und Porträtzeichner arbeitete. 1948 nahm er erstmals an einer Ausstellung teil (Mittelsächsische Ausstellung Mittweida).
Von 1949 bis 1953 studierte er an der Hochschule für Bildende Künste Dresden bei Lea Grundig und Max Schwimmer. Nach dem Diplom war er kurze Zeit Kulturreferent im Rat des Bezirkes Karl-Marx-Stadt. Ab 1955 betätigte er sich in Karl-Marx-Stadt bzw. Chemnitz als freischaffender Künstler. Er erhielt öffentliche Aufträge u. a. für Wandbilder, plastische Gestaltungen in Betrieben, für Kunst im öffentlichen Raum, vor allem in Karl-Marx-Stadt, beteiligte sich an Grafik-Mappen und schrieb Gedichte und andere Texte.
Klampäckel arbeitete seit den 80er Jahren als Professor an der von seinem polnischen Malerfreund Leon Jończyk und dessen Frau Jola begründeten Academia Polona Artium in München. Er war bis 1990 Mitglied des Verbands Bildender Künstler der DDR.
Nach dem Fall der Mauer reiste er mehrmals in die Karibik, auf die Kanarischen Inseln und nach Griechenland sowie einmal auch nach Paris. Es entstand ein umfangreiches und vielfältiges Werk eines sich auch in neuen Formen, Materialien, Techniken zu beweisen suchenden Künstlers – so nach 1990 zum Beispiel auch eine Reihe von Entwürfen für Brunnengestaltungen, die im öffentlichen Raum der Stadt Chemnitz einen Platz finden sollten. Mitte der 90er begann er mit der Umsetzung von Entwürfen für großformatige Bilder.
Im Sommer 1997 reiste er nach Samoa und besuchte seinen Geburtsort Vaitele. Im Ergebnis dieser Reise entstand der Bilderzyklus „Südseebilder“. Weitere schon geplante Reisen nach London und New York sowie nach Kanada zu seinem langjährigen Freund Max und dessen Frau waren Gerhard Klampäckel nicht mehr vergönnt.
Gerhard Klampäckel wurde auf dem Friedhof St. Andreas in Chemnitz-Gablenz bestattet; dort erinnert ein Grabstein des Chemnitzer Bildhauers Armin Forbrig (* 1937) mit einem Wort des Dichters Antoine de Saint-Exupéry an ihn.

## Fotografische Darstellung Klampäckels
- Christine Stephan-Brosch: Porträt Gerhard Klampäckel (1974)[2]

## Werk

### Literarisches Werk
Gerhard Klampäckel hat zahlreiche Gedichte verfasst, die jedoch nicht in Buchform veröffentlicht worden sind. Einige von ihnen wurden in Katalogen und auf Faltblättern zu Ausstellungen abgedruckt und sind heute auf der Website des Autors nachzulesen. Er hat seine Gedanken „über Gott und die Welt“, seine große Liebe zum Leben und seinen Zorn über das Eingeschlossensein bis 1989, seine Phantasien von der wunderbaren Welt und sein politisches Ausgeliefertsein auch in Prosatexten niedergeschrieben.
In seinem Nachlass finden sich zahlreiche in den Jahren 1980/81 sowie 1986 bis 1998 verfasste illustrierte Briefe an seine dritte Frau Maria und ihren Sohn Till, mit denen Gerhard Klampäckel seit 1986 zusammen lebte.

### Künstlerisches Werk
Arbeiten Klampäckels befinden sich in öffentlichen Sammlungen und Museen, in Privathand und in Familienbesitz. Eine umfangreiche Sammlung bedeutender Arbeiten von Gerhard Klampäckel besitzt die Familie Peter Patt in Chemnitz.
Zu sehen sind Arbeiten von Gerhard Klampäckel zum Teil noch im öffentlichen Raum, wie die sorgfältig restaurierte „Windrose“ im Rosenhof in Chemnitz, oder die Gipsintarsien in der Bar der Stadthalle Oelsnitz/Erzgeb. Andere gehören als vom Künstler verfügte Schenkungen zum Besitz öffentlicher Einrichtungen und Unternehmen wie im Klinikum Bethanien Chemnitz, in der Firma Börner im Gewerbepark Werner-Seelenbinder-Straße sowie in der Industrie- und Handelskammer Südwestsachsen (Haus Straße der Nationen 25).

## Öffentliche Sammlungen und Museen mit Werken Klampäckels (unvollständig)
- Chemnitz: Kunstsammlungen Chemnitz
- Chemnitz: Neue Sächsische Galerie Chemnitz,
- Chemnitz: Sächsisches Industriemuseum, Chemnitz
- Chemnitz: Kunstsammlung der Wismut GmbH
- Dresden: Sächsischer Kunstfonds
- Frankfurt/Oder: Kleist-Museum[3]
- Köln: Museum Ludwig
- Oelsnitz: Sammlung Erzgebirgische Landschaftskunst[4]

## Ausstellungen (unvollständig)

### Einzelausstellungen
- 1971 Zakopane
- 1974 Karl-Marx-Stadt
- 1977 Leipzig und Berlin
- 1978 Berlin, Galerie Schweinebraden
- 1979 Meerane
- 1980 Karl-Marx-Stadt und Dresden
- 1981 Berlin, Galerie Arkade
- 1981 Zwickau, Galerie am Domhof
- 1985 Karl-Marx-Stadt, Galerie oben
- 1987 Düsseldorf
- 1996 Chemnitz

#### Postum
- 1999 Chemnitz, Galerie im Schauspielhaus
- 2004 Chemnitz, Galerie Weise

- 2019 Chemnitz, Galerie Weise („Abstraktionen – Gerhard Klampäckel zum 100. Geburtstag“)

### Ausstellungsbeteiligungen
- mehrere Mittelsächsische Kunstausstellungen, Museum am Theaterplatz, Chemnitz
- 1958 und 1987/1988 Vierte Deutsche Kunstausstellung und X. Kunstausstellung der DDR, Dresden
- 1965: Intergrafik, Berlin
- 1970: Im Geiste Lenins, Altes Museum, Berlin
- 1973: Petite Confrontation Europeenne, Galerie Edison, Den Haag; Amsterdam
- 1974, 1979 und 1985: Bezirkskunstausstellung Karl-Marx-Stadt
- 1981: 25 Jahre NVA, Ausstellungszentrum am Fučík-Platz, Dresden,

- 1984/1985: Retrospektive 1945 – 1984. Bildende Kunst im Bezirk Karl-Marx-Stadt, Städtisches Museum am Theaterplatz, Karl-Marx-Stadt,
- 1994: Kunst aus Sachsen, Dresdner Schloß

#### Postum
- 1999: Aufbruch und Fall der Moderne, Weimar
- 2001/2002 Das Eigene, Neue Sächsische Galerie, Chemnitz
- 2009/2015: Beteiligung an Ausstellungen im Schloß Schlettau, Sammlung Erzgebirgischen Landschaftskunst
- 2009/2013/2017/2018: Beteiligung an Ausstellungen in der Neuen Sächsischen Galerie, Chemnitz
- 2011: Schloßbergmuseum Chemnitz, 80 Jahre Schloßbergmuseum. Bilder von Kloster und Schloss seit 1750
- 2018: Galerie Weise, Auswahl Porträtgrafik

- 2018/2019: Neue Sächsische Galerie, Generation im Schatten

- 2019: Galerie Weise, Abstraktionen. Transformationen zur Erinnerung an den 100. Geburtstag von Gerhard Klampäckel

- 2019: Galerie denkART, Südsee-Bilder zur Erinnerung an den 100. Geburtstag von Gerhard Klampäckel

- 2024 Sommerkeller am Rathaus in Bernried, Beteiligung an der Ausstellung zum 50. Gründungsjubiläum der Academia Polona Artium (APA)